# Villa Guerrero, Jalisco
Villa Guerrero là một đô thị thuộc bang Jalisco, México. Năm 2005, dân số của đô thị này là 5182 người.